# 松平康保
松平 康保（まつだいら やすもち）は、江戸時代中期から後期にかけての石見国浜田藩の世嗣。官位は従五位下・左京亮、修理亮。

## 略歴
高家旗本・従五位下・侍従・隠岐守前田清長の八男として誕生した。幼名は熊吉。
寛政6年（1794年）4月7日、叔父・松平康定の養子となり、寛政8年（1796年）に叙任する。しかし、寛政11年（1799年）10月に病気を理由に廃嫡され、家督を継ぐことはなく隠居、蘭斎と号した。代わって、松井松平家分家の旗本家から康任が養子に迎えられた。
文久元年（1861年）5月10日、80歳で死去し、上野・谷中延命院に葬られた。法号は隆崇院薫譽德興蘭齋大居士。
康保には2男1女の3人の子があり、男子は賢太郎、政之助で長女が歌という。後年、歌は高家前田家7代前田長義の養女となり、8代前田長徳の正室となる。

## 系譜
子女は2男1女
- 父：前田清長（1745年 - 1789年）
- 母：不詳
- 養父：松平康定（1748年 - 1807年）
- 室：不詳
  - 男子：賢太郎
  - 男子：政之助
  - 長女：歌 - 前田長義の養女、前田長徳正室

## 参考資料
- 「前田家系譜」[要文献特定詳細情報]
- 「前田家先祖書」[要文献特定詳細情報]
- 「前田家過去帳」[要文献特定詳細情報]